# Stora Lomtjärnen (Hedemora socken, Dalarna)
Stora Lomtjärnen är en sjö i Hedemora kommun i Dalarna och ingår i Dalälvens huvudavrinningsområde.